# Esch-sur-Sûre
Esch-sur-Sûre (Luxemburgs, Duits: Esch-Sauer) is een gemeente in het Luxemburgse kanton Wiltz. De gemeente heeft een totale oppervlakte van 51,25 km² en telde 2.982 inwoners op 1 januari 2021.
Esch-sur-Sûre is gelegen aan de Sûre. Nabij de plaats is een groot stuwmeer in deze rivier aangelegd. Toerisme is een belangrijke bron van inkomsten voor de gemeente. Op een hoogte staat een kasteelruïne uit de 10e eeuw met een panoramisch uitzicht over Esch-sur-Sûre en de rivier. Vlak bij het stadje liggen aan de Sûre twee campings. Het water staat bekend om de lage temperaturen, zelfs in de zomer: het is het onderwater van het hoger gelegen stuwmeer. De gebruikers wordt aanbevolen in het stuwmeer te zwemmen wat is aangewezen als recreatiegebied.

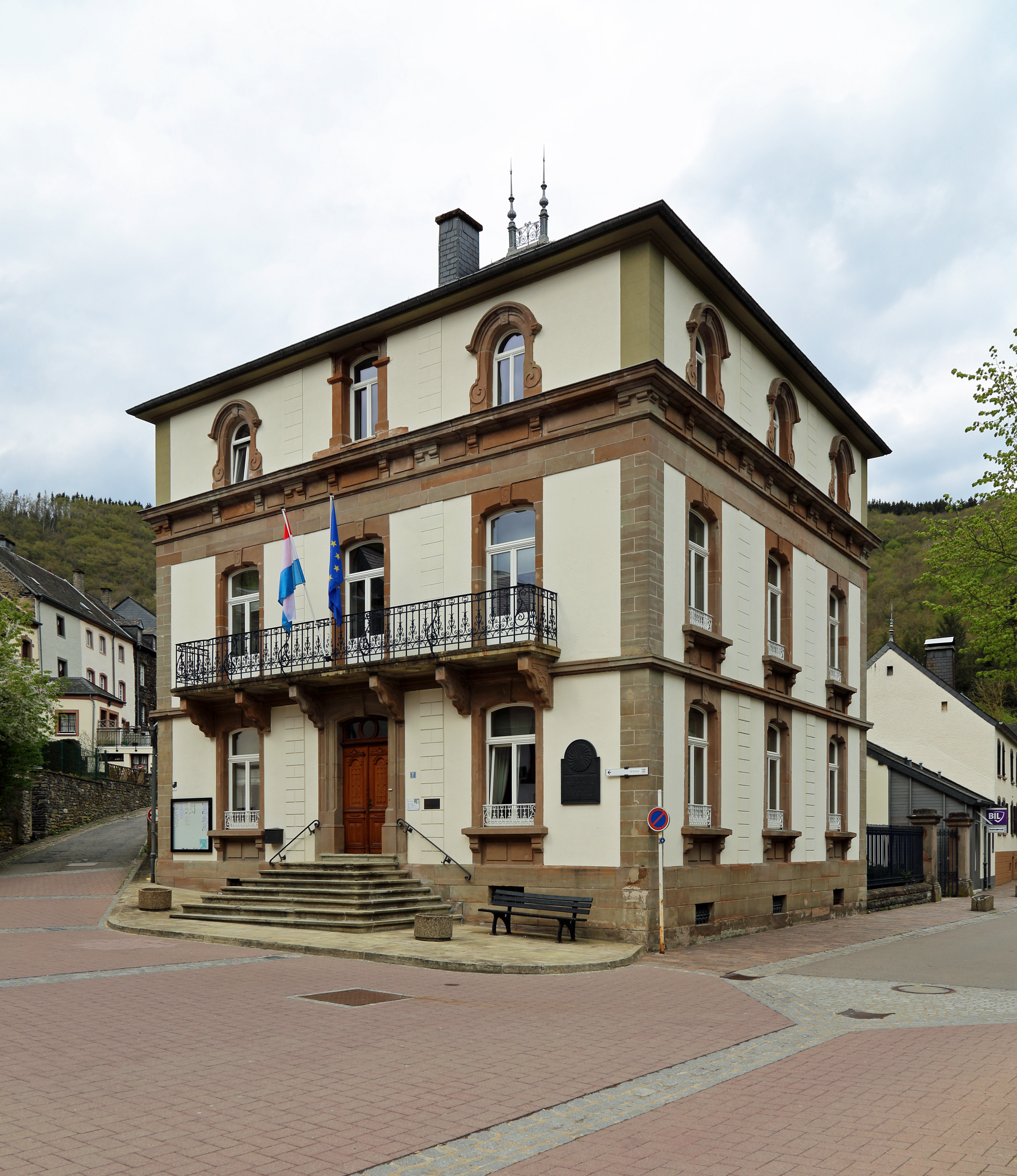
Raadhuis
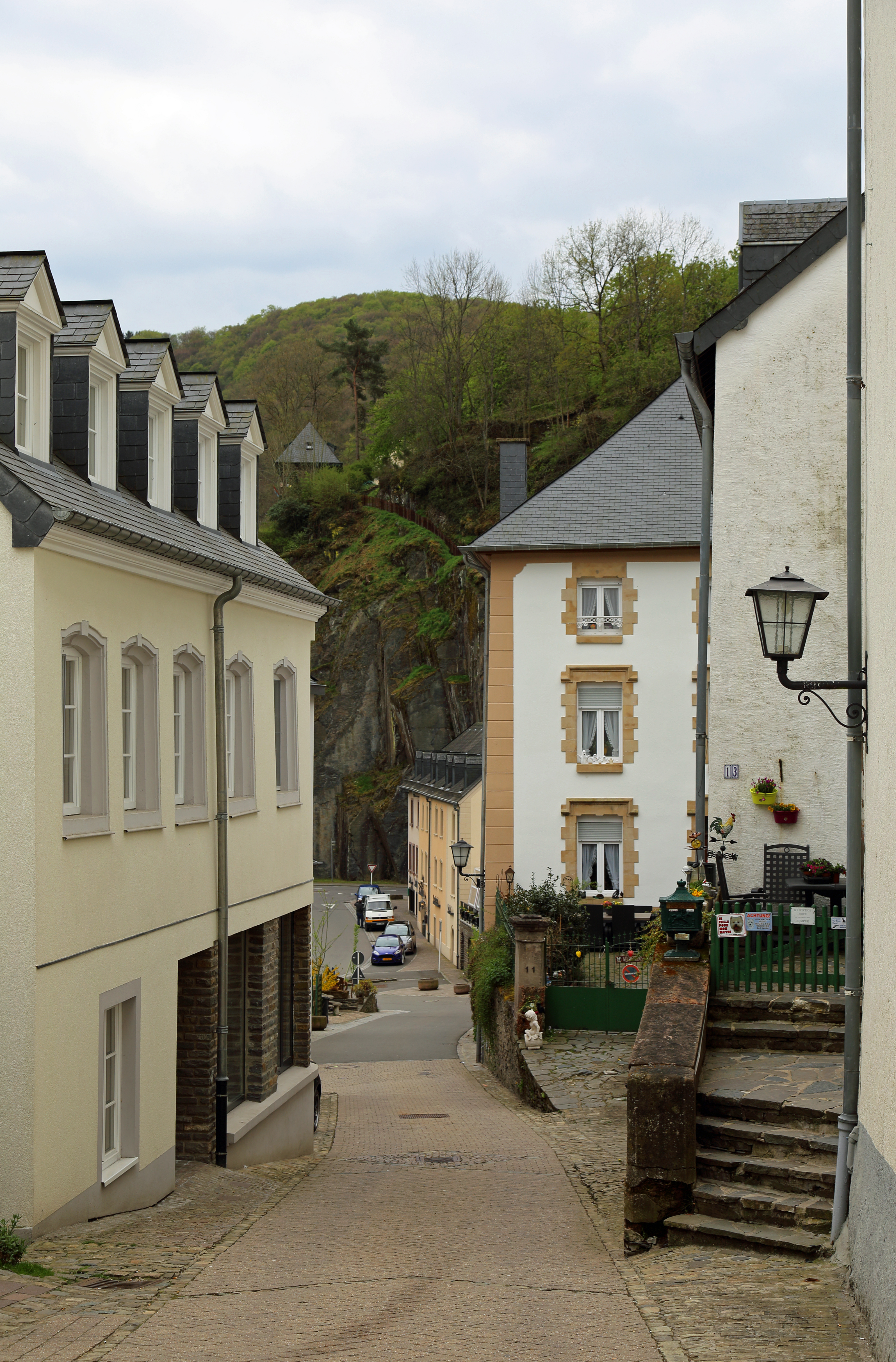
Een straat in Esch
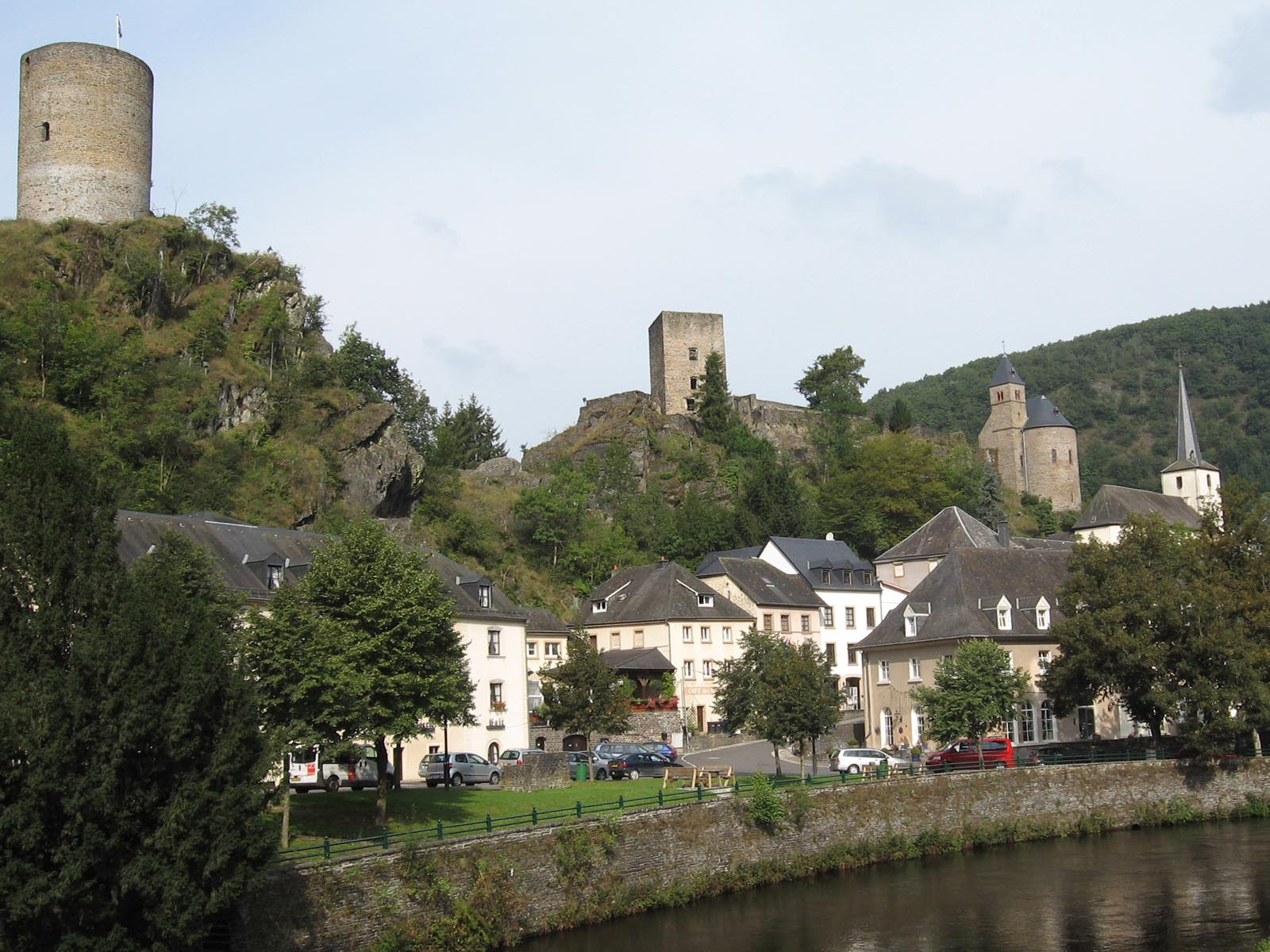
De kasteelruïne
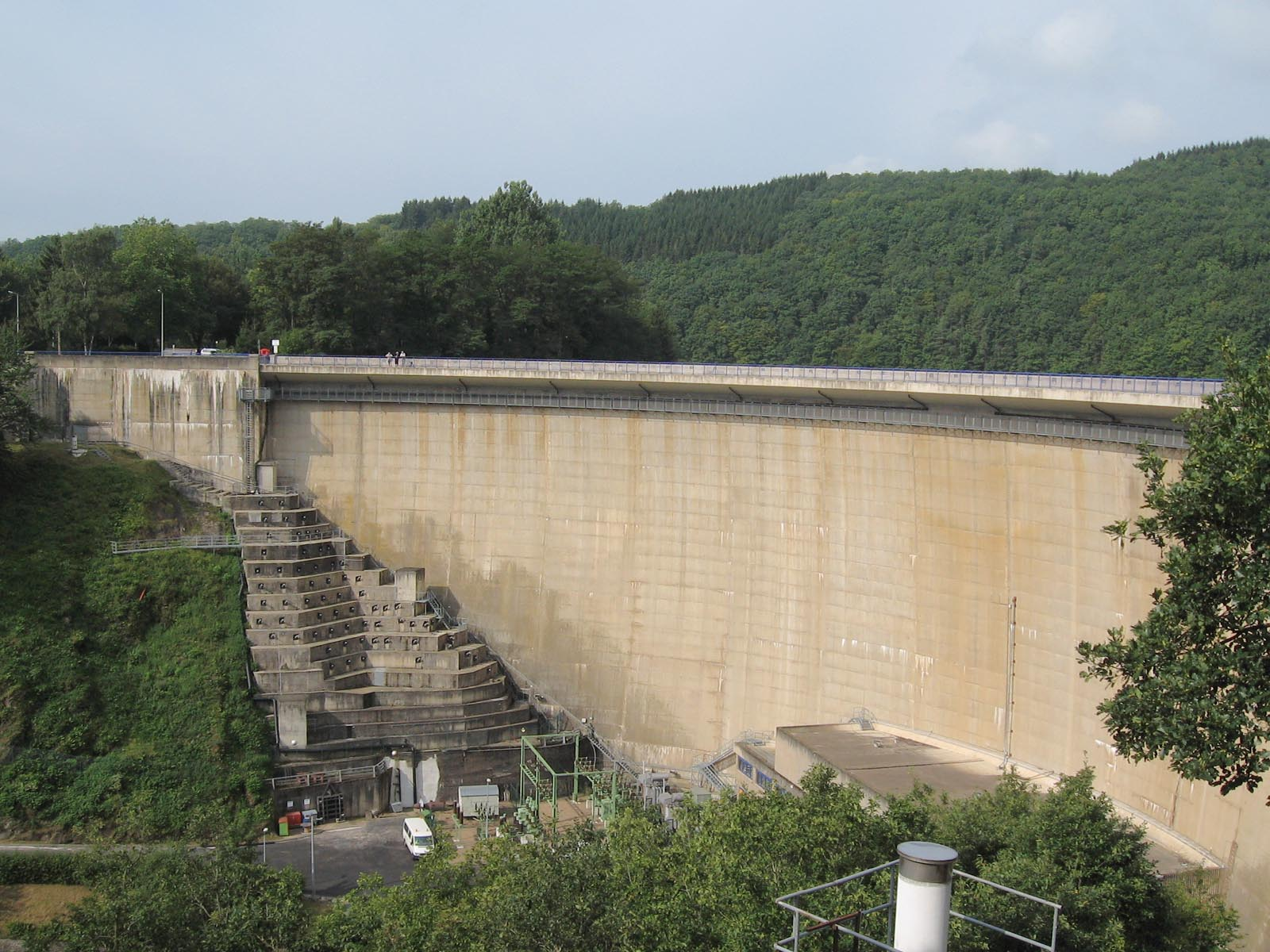
De stuwdam
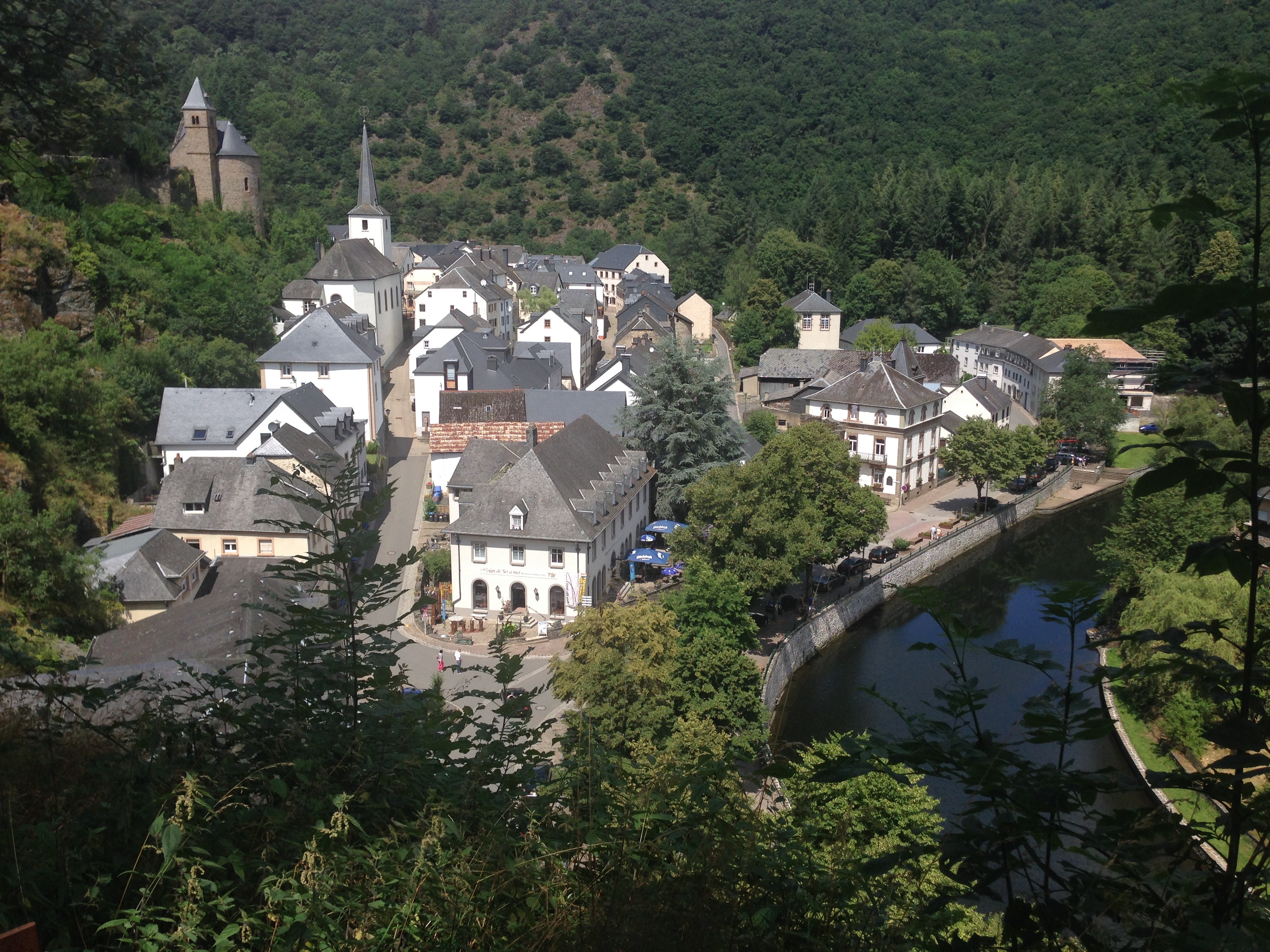
Van bovenaf
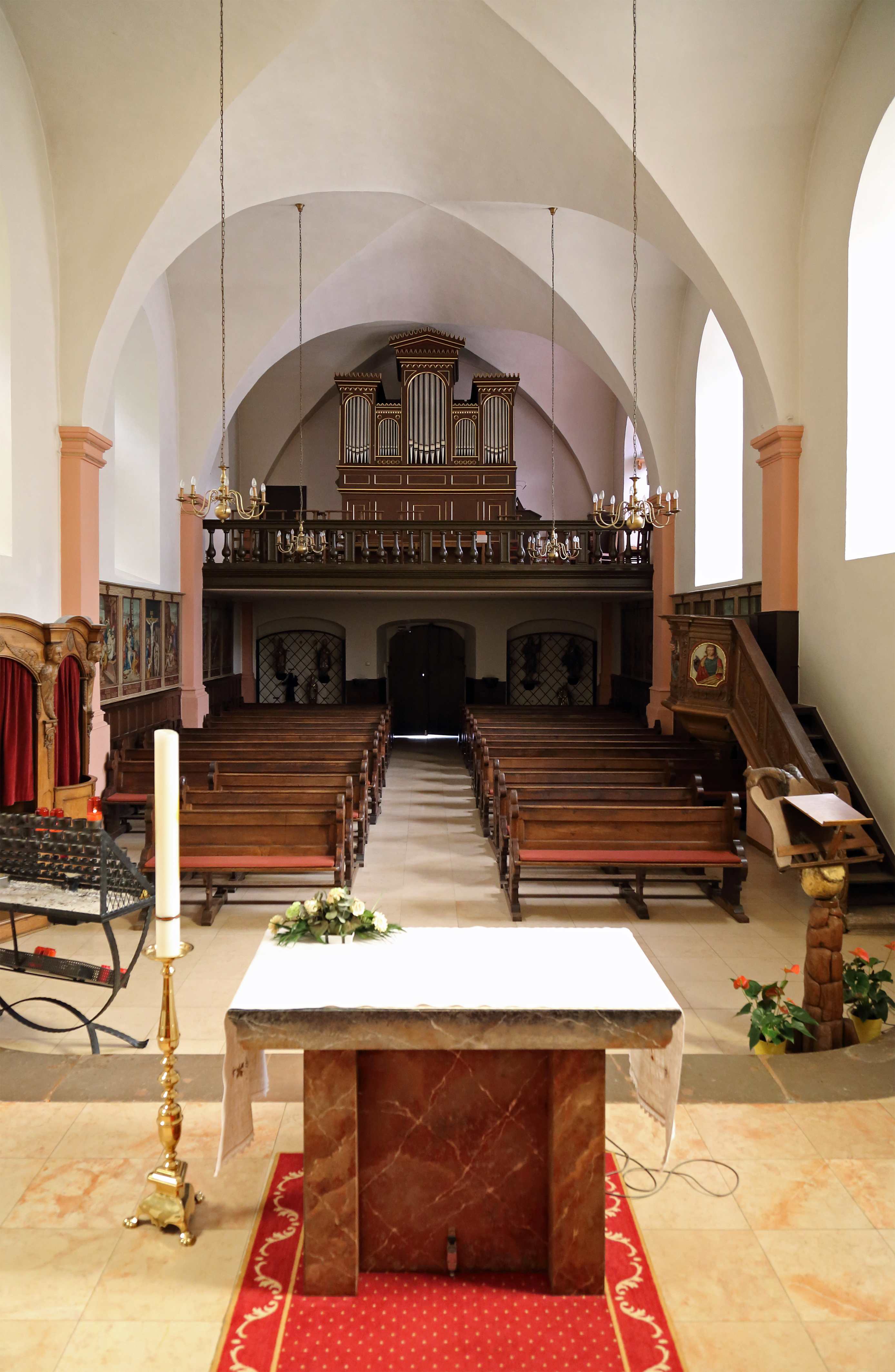
Maria-Geboortekerk, interieur

## Geschiedenis

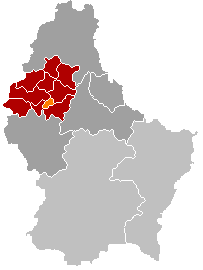
De voormalige gemeente

Op 1 januari 2012 fuseerde de toenmalige gemeente met Heiderscheid en Neunhausen.

### Ontwikkeling van het inwoneraantal
| Jaar                              | 2001 | 2002 | 2003 | 2004 | 2005 | 2021 |
| --------------------------------- | ---- | ---- | ---- | ---- | ---- | ---- |
| Inwoneraantal                     | 314  | 331  | 303  | 308  | 301  | 405  |
| Opmerking: tellingen op 1 januari |      |      |      |      |      |      |